# Eleccions presidencials franceses de 2007

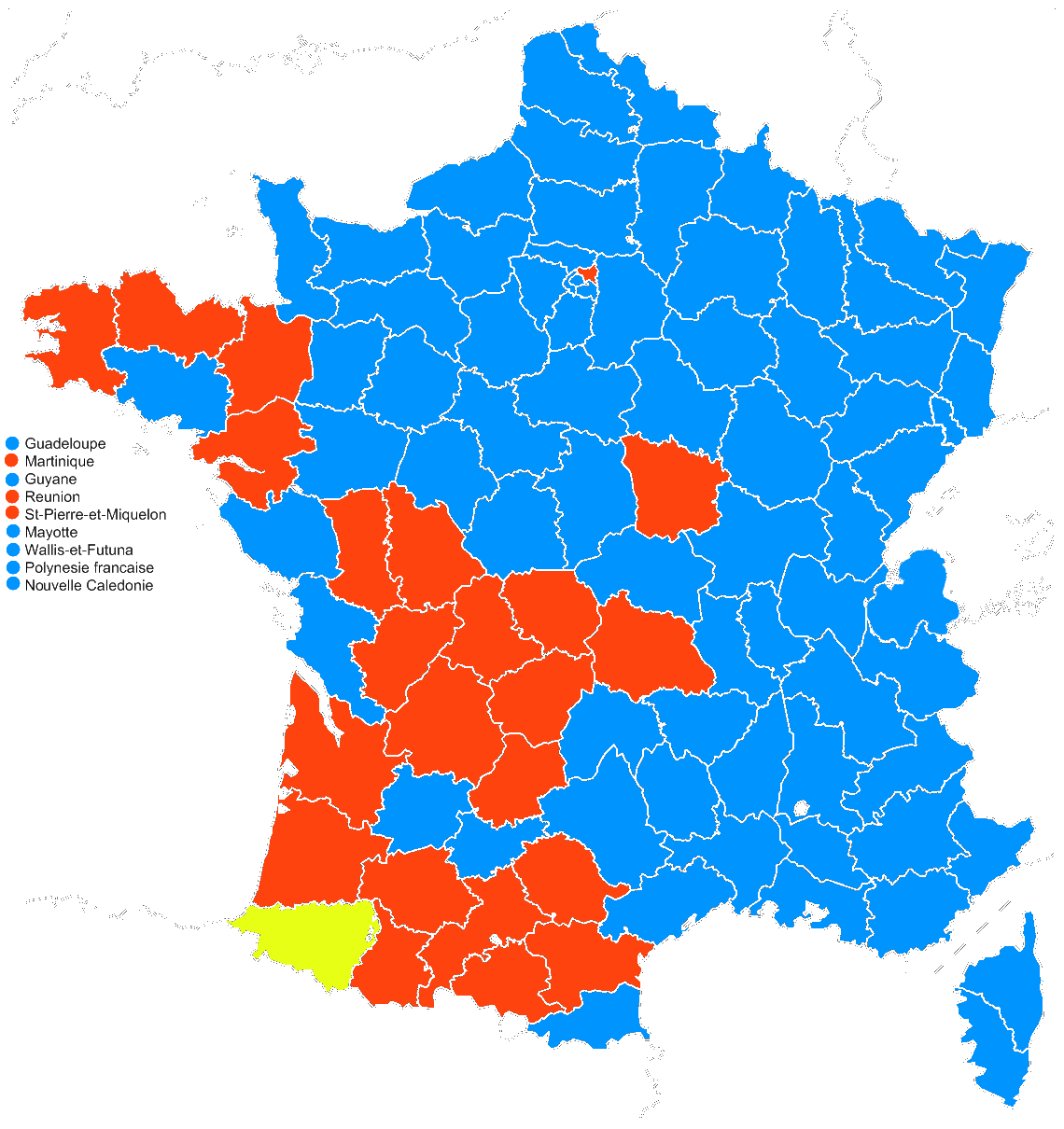
Resultats a la 1a volta:
Nicolas Sarkozy (UMP)
Ségolène Royal (PS)
François Bayrou (UDF)

Les eleccions presidencials franceses de 2007 es van programar per al dia 22 d'abril de 2007 (1a volta) i per al dia 6 de maig de 2007 (2a volta), amb la intenció d'elegir un nou president de la República Francesa, càrrec que ocupava Jacques Chirac des del 17 de maig de 1995.

## Candidats

### Ségolène Royal (PS)
El 16 de novembre de 2006 el Partit Socialista Francès va celebrar eleccions primàries per elegir el candidat a la presidència de la república, s'hi van presentar: Ségolène Royal (Presidenta del consell regional de Poitou-Charentes, senadora i esposa de François Hollande), Dominique Strauss-Kahn (exministre d'Economia de Mitterrand i de Jospin) i Laurent Fabius (exprimer ministre de Mitterrand). Els resultats van donar la majoria absoluta a Ségolène Royal:
- Ségolène Royal: 60,62%
- Dominique Strauss-Kahn: 20,83%
- Laurent Fabius: 18,54%

### Nicolas Sarkozy (UMP)
El candidat d'Unió pel Moviment Popular, va tenir al principi un gran contrincant, el primer ministre Dominique de Villepin, considerat el favorit del president Chirac. Després dels escàndols de la llei de contracte de Primera Feina impulsada per Villepin, que va perdre tot el suport del seu partit. El 14 de gener de 2007, la UMP va celebrar eleccions primàries, en què Sarkozy va ser candidat únic, Michelle Aliot-Marie, va anunciar dos dies abans que no es presentaria a les presidencials, i que recolzaria a Sarkozy. Resultats:
- Nicolas Sarkozy: 98,10%

Sarkozy fou investigat en el marc de l'Afer Woerth-Bettencourt per finançament il·lícit de la campanya presidencial de 2007, del què finalment fou absolt.

### François Bayrou (UDF)
François Bayrou, president d'Unió per a la Democràcia Francesa, al que molt temps va estar unida amb la UMP, ha agafat una política més independent. Bayrou va presentar-se a les eleccions presidencials de 2002, on va obtenir uns 2.000.000 de vots (6,84%).
El suport a Bayrou ha anat augmentant: A mitjans de 2006 l'atribuien un 7% dels vots, i a mitjans de febrer ja deien que el 18%. Amb aquest percentatge quedaria tercer.

### Jean-Marie Le Pen (Front Nacional)
Jean-Marie Le Pen, líder de Front Nacional, polític nacionalista i conservador, i per molta gent considerat d'ultradreta, ha llançat una trucada a diferents partits per a construir una "Unió Partiòtica", segons els termes següents:Je renouvelle mon appel à l'union patriotique, dont naurellement je prendrai la tête puisque je suis le mieux placé de touts les candidats qui se réclament de la droite nationale pour l'emporter, en català: Jo renovo la meva trucada a la Unió Partiòtica, de la que naturalment seré el líder, perquè jo sóc el millor posicionat de tots els candidats que es diuen dreta nacional.
Tant Bruno Mégret (president del Moviment Nacional Republicà), com el Partit Populista Francès han respost favorablement a aquesta trucada. Philippe de Villiers, president del Moviment per França ha desestimat aquesta oferta.

### Marie-George Buffet (PCF)
Pel Partit Comunista Francès és Marie-George Buffet. Va ser Secretària general del PCF des de 2001 fins a 2006.

### Dominique Voynet (LV)
Dominique Voynet és la candidata d'Els Verds de França, la van elegir en les primàries del 21 d'abril de 2006, en la primera volta els resultats van ser:
- Dominique Voynet: 35,45%
- Yves Cochet: 28,33%
- Cécile Duflot: 23%

En la segona volta (18 de juliol de 2006), els resultats van ser:
- Dominique Voynet: 57%
- Yves Cochet: 43%

### Phillipe de Villiers (MPF)
Phillipe de Villiers, membre del Moviment per França, es defineix com a anti-europeu, vol la retirada de l'euro de França i no està a favor del matrimoni homosexual.

### Altres candidats
- Olivier Besancenot de la Lliga Comunista Revolucionària Francesa
- Arlette Laguiller de la Lluita Obrera Francesa
- José Bové, independent, definit com de l'esquerra antiliberal.
- Fréderic Nihous del Partit de la Caça, Pesca, Natura i Tradició
- Gérard Schivardi del Partit dels Treballadors

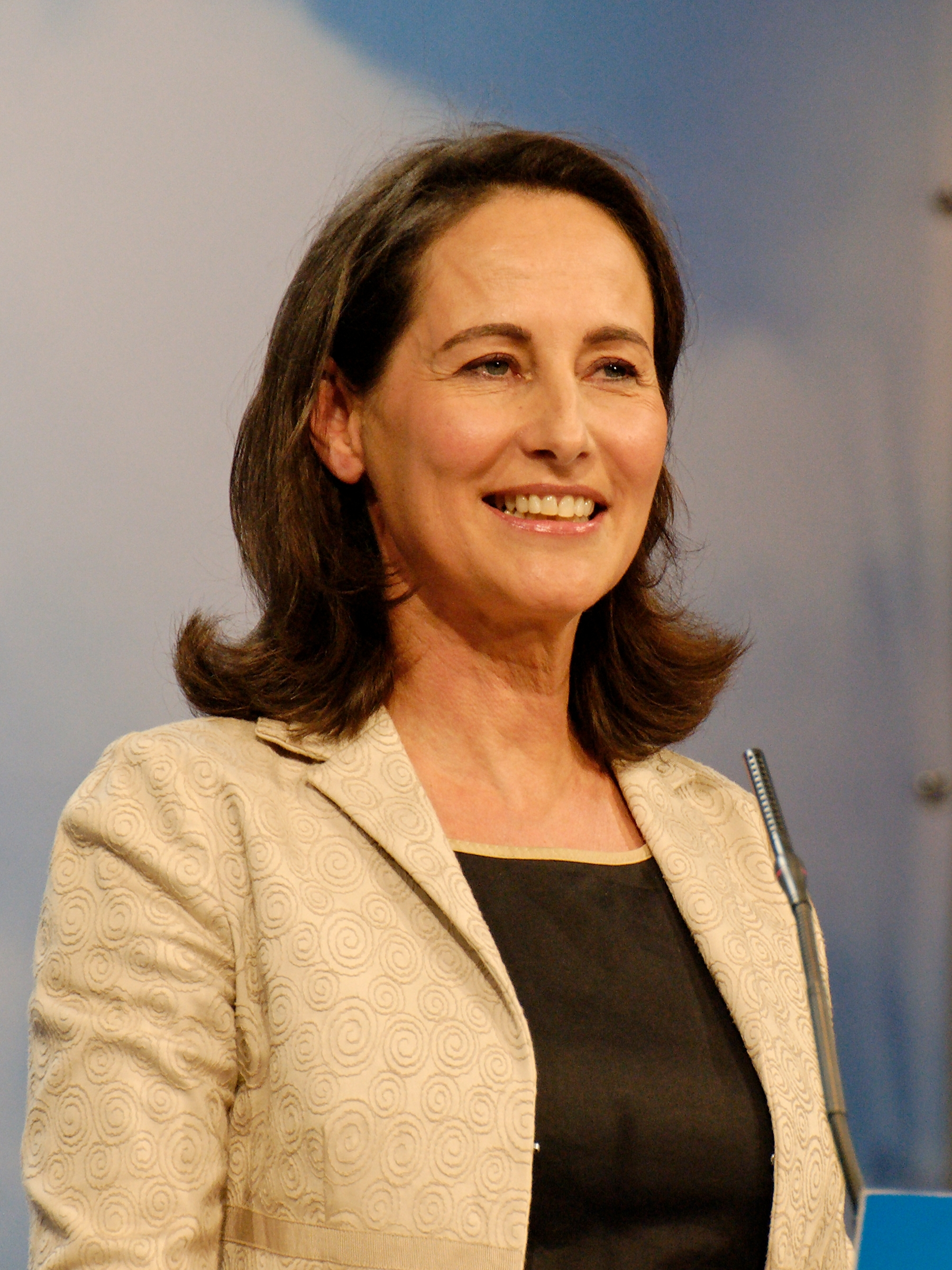
Ségolène Royal
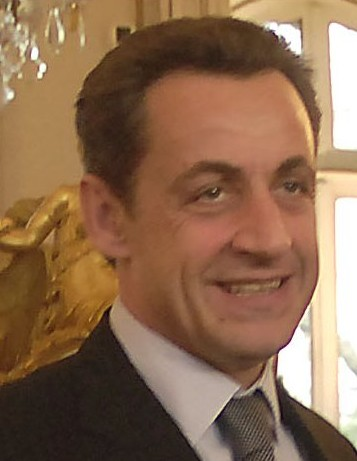
Nicolas Sarkozy
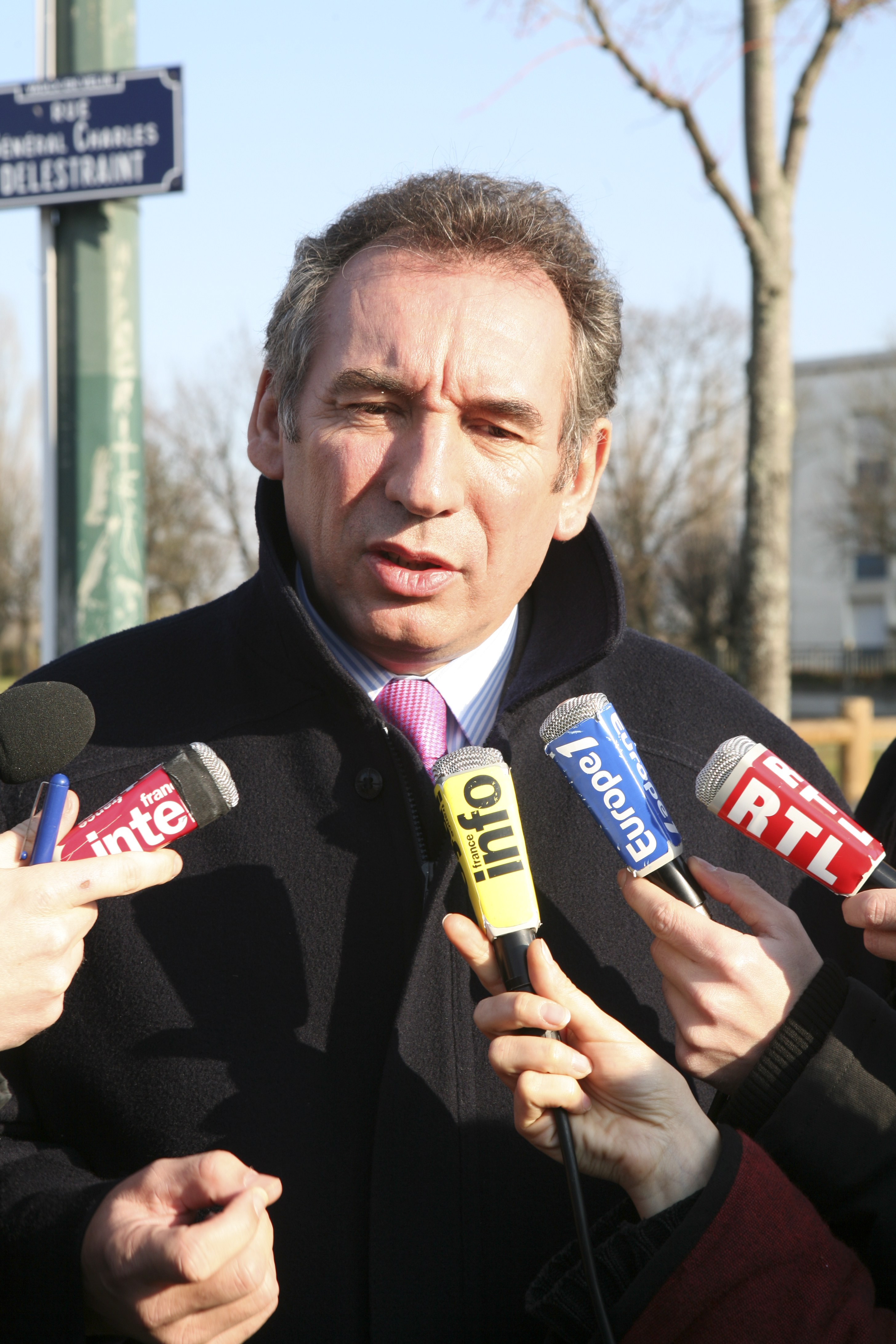
François Bayrou
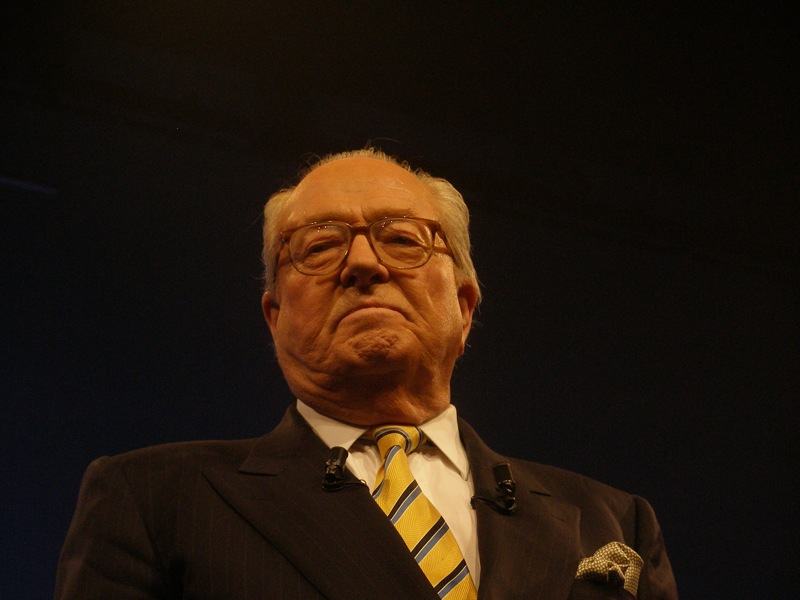
Jean-Marie Le Pen
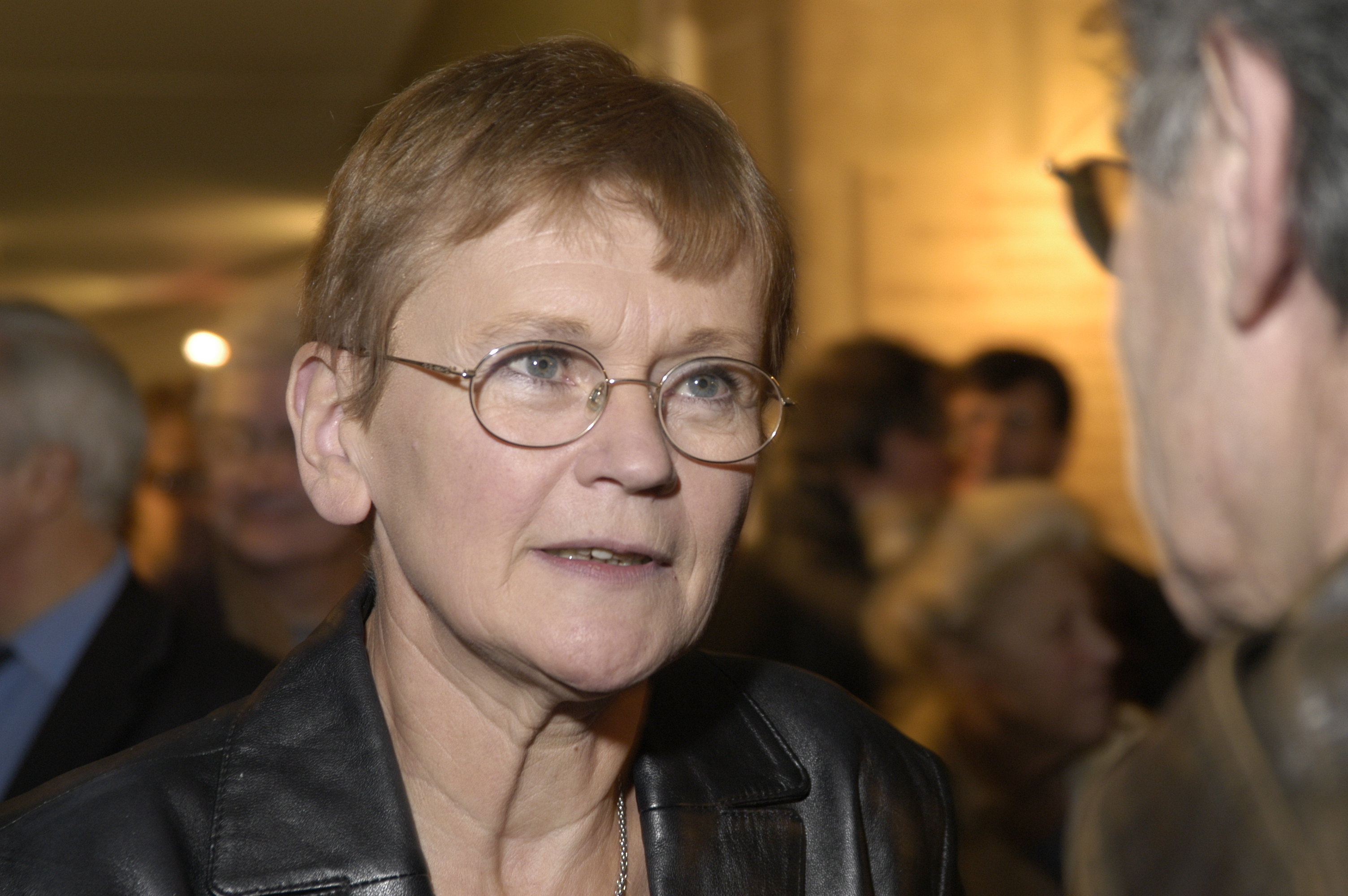
Marie-George Buffet
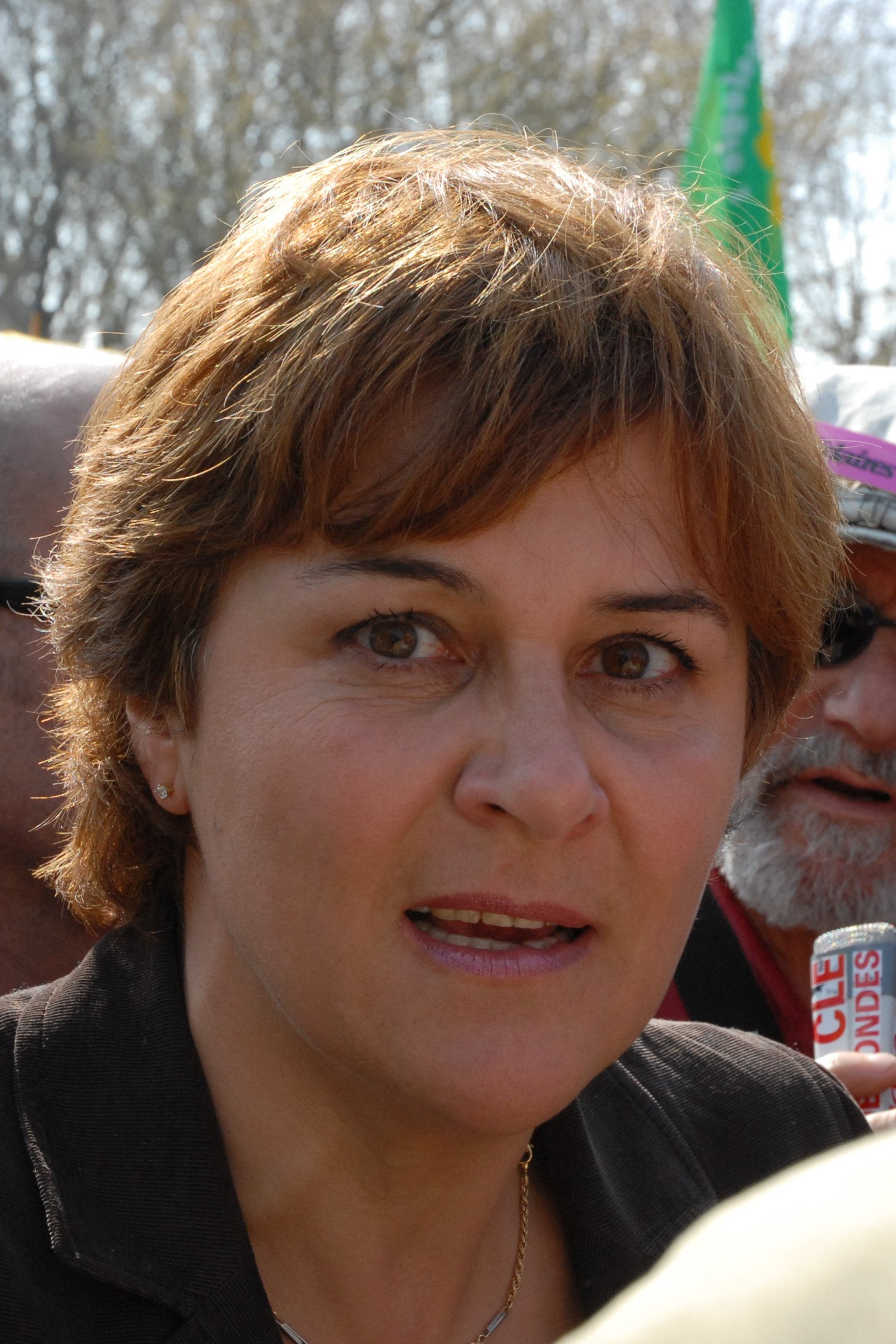
Dominique Voynet
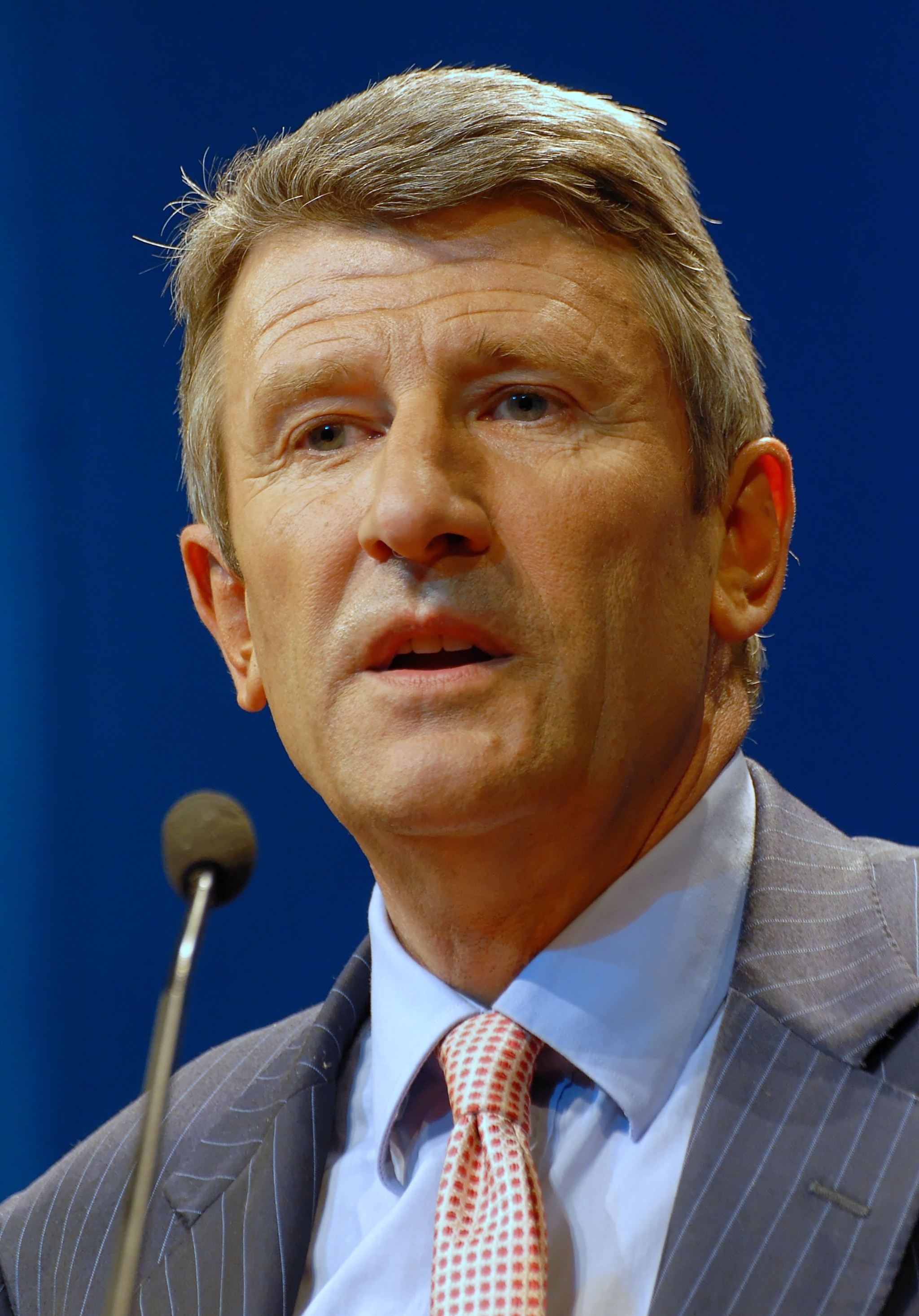
Phillipe de Villiers
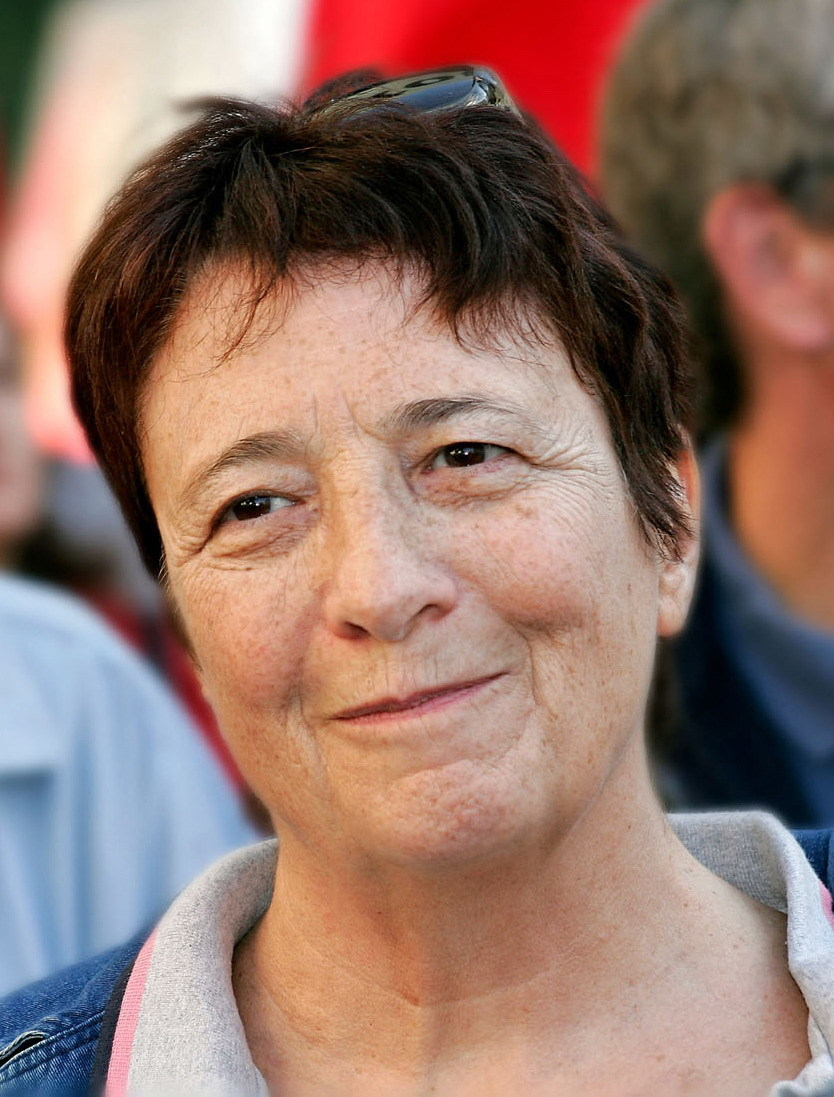
Arlette Laguiller
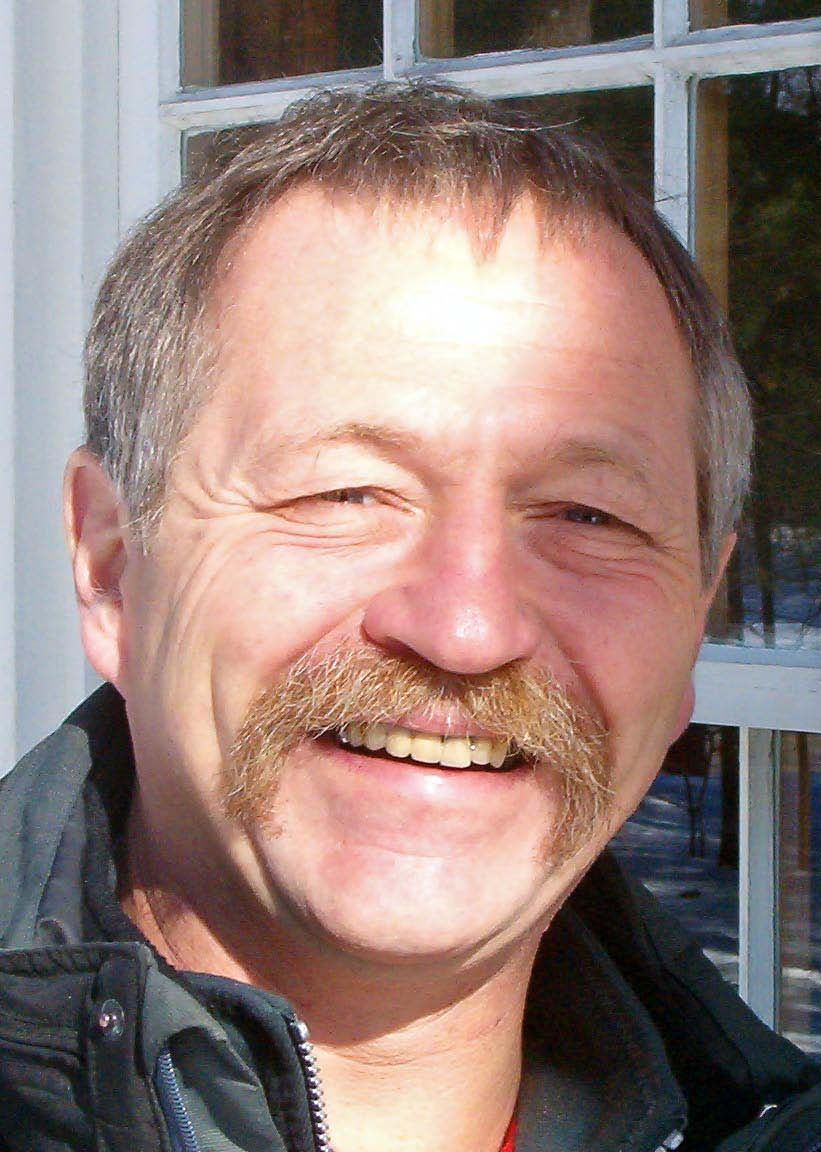
José Bové
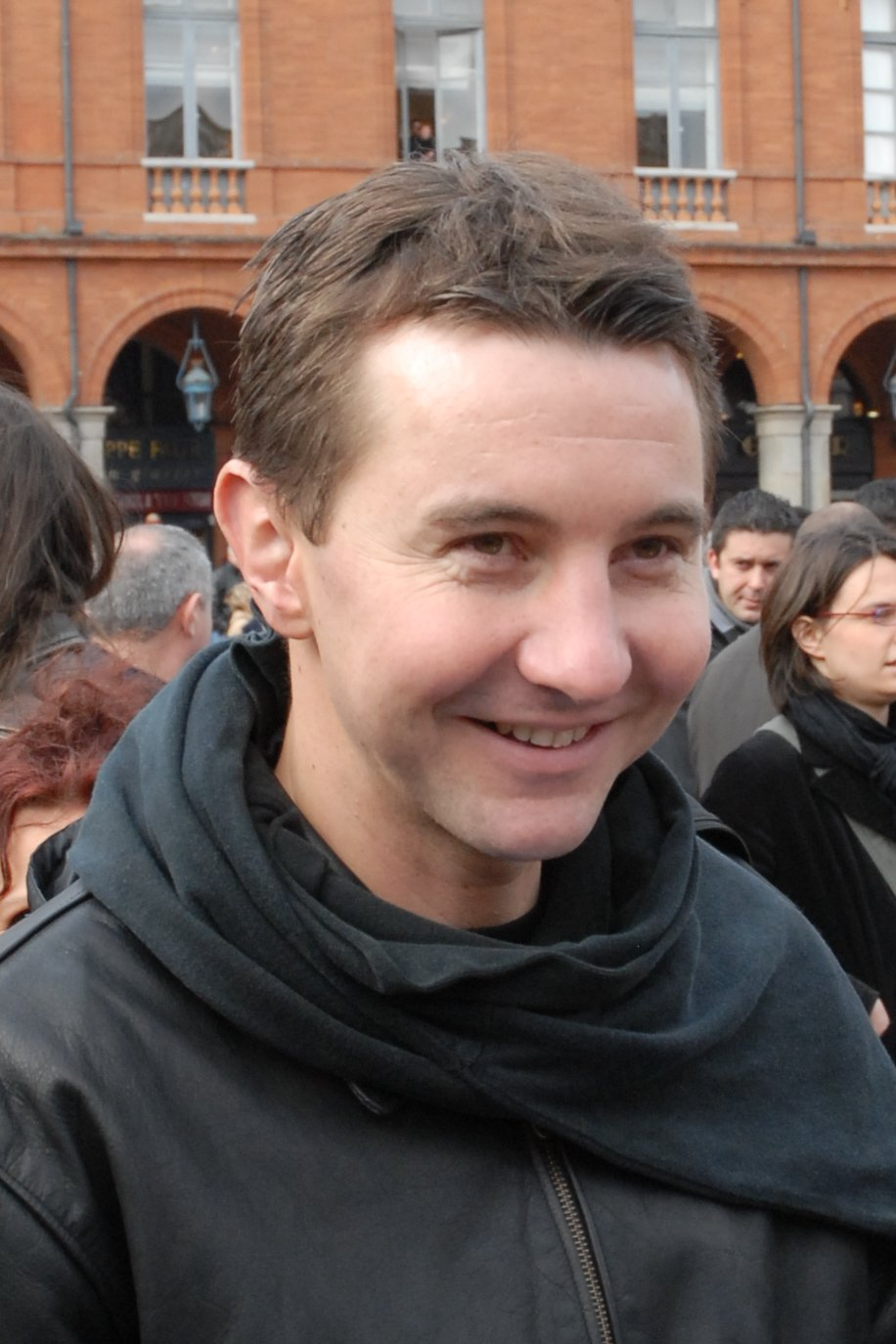
Olivier Besancenot
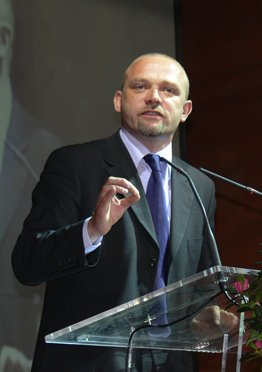
Fréderic Nihous
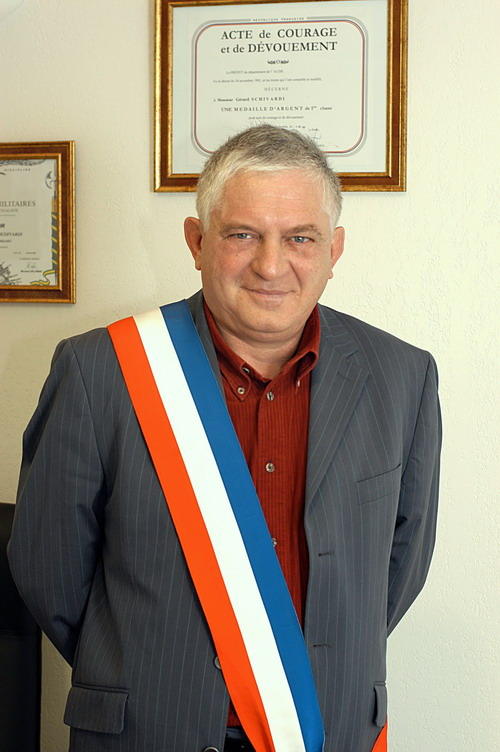
Gérard Schivardi

## Sondeigs

### Primera volta
|                      |                                         | Vots     | Vots     | Vots     | Vots     | Vots    | Vots     | Vots    | Vots    | Vots     | Vots     |
|                      | Partit                                  | 12/10/06 | 08/11/06 | 06/12/06 | 18/01/07 | 1/02/07 | 15/02/07 | 1/03/07 | 8/03/07 | 18/03/07 | 11/04/07 |
| -------------------- | --------------------------------------- | -------- | -------- | -------- | -------- | ------- | -------- | ------- | ------- | -------- | -------- |
| Arlette Laguiller    | Lluita Obrera Francesa                  | 3        | 2,5      | 3,5      | 2        | 3       | 2        | 2       | 2,5     | 2        | 2,5      |
| Olivier Besancenot   | Lliga Comunista Revolucionària Francesa | 4        | 4        | 3,5      | 3        | 2,5     | 3,5      | 3       | 4       | 2        | 4        |
| José Bové            | independent, esquerra antiliberal       |          |          |          |          | 4       | 3        | 2       | 1,5     | 2        | 2        |
| Marie-George Buffet  | Partit Comunista Francès                | 2        | 2        | 2        | 3        | 2,5     | 2,5      | 3       | 1,5     | 2,5      | 2,5      |
| Ségolène Royal       | Partit Socialista Francès               | 34       | 34       | 33       | 31       | 26      | 26       | 25,5    | 25,5    | 24       | 26       |
| Dominique Voynet     | Els Verds                               | 1        | 1,5      | 2        | 2        | 1,5     | 1        | 1       | 1       | 1        | 1,5      |
| François Bayrou      | Unió per a la Democràcia Francesa       | 7        | 7        | 8        | 9        | 13      | 12       | 18,5    | 23      | 22       | 17       |
| Nicolas Sarkozy      | Unió per un Moviment Popular            | 34       | 34       | 33       | 35       | 32      | 33       | 31      | 27      | 31       | 30       |
| Philippe de Villiers | Moviment per França                     | 2        | 2        | 2        | 1        | 2       | 2,5      | 1       | 1,5     | 0,5      | 1        |
| Jean-Marie Le Pen    | Front Nacional                          | 11       | 13       | 11,5     | 13       | 12,5    | 13       | 12      | 12      | 12       | 12       |
| Gérard Schivardi     | Partit dels Treballadors                | -        | -        | -        | -        | -       | -        | -       | 0,5     | 0,5      | 0,5      |
| Frédéric Nihous      | Caça, Pesca, Natura i Tradició          | -        | -        | 0,5      | 0,5      | 0,5     | 0,5      | 0,5     | 0,5     | 1        | 1,5      |

### Segona volta
| Abril 2006 | Royal 51% - Sarkozy 49% (18) | Royal 53% - Sarkozy 47% (18 i 19)                                                                                            | Sarkozy 51% - Royal 49% (20 i 21) | Royal 51% - Sarkozy 49% (7 y 8) |
| Maig 2006 | - | Royal 53% - Sarkozy 47% (16 y 17)                                                                                            | - | Royal 51% - Sarkozy 49% (12 i 13) |
| Juny 2006 | - | Royal 51% - Sarkozy 49% (7)                                                                                                  | Royal 51% - Sarkozy 49% (29 i 30) | Sarkozy 51% - Royal 49% (9 i 10) |
| Juliol 2006 | - | - | - | Sarkozy 51% - Royal 49% (7 i 8) |
| Agost 2006 | - | - | - | Sarkozy 51% - Royal 49% (18 i 19) |
| Setembre 2006                                                                                                   | - | Royal 52% - Sarkozy 48% (27)                                                                                                 | - | Sarkozy 52% - Royal 48% (8 i 9) |
| Octubre 2006 | Royal 51% - Sarkozy 49% (16) | | Sarkozy 53% - Royal 47% (17) | Royal 50% - Sarkozy 50% (12) |
| Novembre 2006                                                                                                   | | Royal 53% - Sarkozy 47% (24)                                                                                                 | Royal 51% - Sarkozy 49% (17 et 18) | |
| Desembre 2006                                                                                                   | | | Royal 50% - Sarkozy 50% (01) | |
| Gener 2007 | Royal 52% - Sarkozy 48% (10-12) Sarkozy 52% - Royal 48% (17-18) | Royal 52% - Sarkozy 48% (4) Sarkozy 52% Royal 48% (17)                                                                       | Royal 50,5% - Sarkozy 49,5% (7) Sarkozy 52% - Royal 48% (15) Sarkozy 51% - Royal 49% (18-20) Sarkozy 51% - Bayrou 49% (18-20) Bayrou 50% - Royal 50% (18-20)            | Sarkozy 52% - Royal 48% (19-20) |
| Febrer 2007 | Sarkozy 53% - Royal 47% (1.) Sarkozy 54% - Royal 46% (8.) Sarkozy 55% - Royal 45% (14. i 15.) Sarkozy 54% - Royal 46% (28. i 1.)                                                    | Sarkozy 54% - Royal 46% (12.) Sarkozy 55% - Royal 45% (14. i 15.) Sarkozy 51% - Royal 49% (20) Sarkozy 52% - Royal 48% (28.) | Sarkozy 54% - Royal 46% (12.) Sarkozy 53% - Royal 47% (13. o 15.) Bayrou 52% - Sarkozy 48% (13. o 15.) Bayrou 54% - Royal 46% (13. o 15.) Sarkozy 52% - Royal 48% (26.) | Sarkozy 53% - Royal 47% (2. i 3.) Sarkozy 54% - Royal 46% (9. i 10.) Sarkozy 53% - Royal 47% (12.) Sarkozy 54% - Royal 46% (16. i 17.) Sarkozy 53% - Royal 47% (23. i 24.) Sarkozy 53,5% - Royal 46,5% (26. i 28.) Sarkozy 53,5% - Royal 46,5% (27., 28. i 1.) Sarkozy 54% - Royal 46% (28., 1. i 2.) |
| Març 2007 | Sarkozy 52% - Royal 48% (7. und 8.) Sarkozy 54% - Royal 46% (14. i 15.) Bayrou 54% - Sarkozy 46% (14. i 15.) Bayrou 60% - Royal 40% (14. i 15.) Sarkozy 52% - Royal 48% (21. i 22.) | Sarkozy 53% - Royal 47% (7.) Sarkozy 53% - Royal 47% (14.) Royal 50% - Sarkozy 50% (21. i 22.)                               | Sarkozy 51,5% - Royal 48,5% (16. i 17.) Sarkozy 53% - Royal 47% (19.) Bayrou 54% - Sarkozy 46% (19.)                                                                    | Sarkozy 54,5% - Royal 45,5% (1. o 3.) Sarkozy 54% - Royal 46% (2., 3. i 5.) Sarkozy 53% - Royal 47% (5. zum 7.) Sarkozy 53,5% - Royal 46,5% (7. o 9.) Sarkozy 52,5% - Royal 47,5% (9., 10. i 12.) Sarkozy 53% - Royal 47% (12. o 14.) Sarkozy 53,5% - Royal 46,5% (13. o 15.) Sarkozy 53% - Royal 47% (14. zum 16.) Sarkozy 52% - Royal 48% (15. zum 17.) Sarkozy 53% - Royal 47% (19. o 21.) Sarkozy 54% - Royal 46% (20. o 22.) Sarkozy 53% - Royal 47% (21. o 23.) |
| Aquesta llista sera completada progressivament. Aquesta només indica els resultats d'una eventual segona volta. | | | | |

## Resultats

### Primera volta
1a volta de les eleccions presidencials franceses del 22 d'abril de 2007 
| Candidats                                                                                               | Vots       | %      |
| --- | ---------- | ------ |
| Nicolas Sarkozy (Unió per un Moviment Popular)                                                          | 11.448.663 | 31,18% |
| Ségolène Royal (Partit Socialista)                                                                      | 9.500.112  | 25,87% |
| François Bayrou (Unió per a la Democràcia Francesa)                                                     | 6.820.119  | 18,57% |
| Jean-Marie Le Pen (Front Nacional)                                                                      | 3.834.530  | 10,44% |
| Olivier Besancenot (Ligue Communiste Révolutionnaire)                                                   | 1.498.581  | 4,08%  |
| Phillipe de Villiers (Moviment per França)                                                              | 818.407    | 2,23%  |
| Marie-George Buffet (Partit Comunista Francès)                                                          | 707.268    | 1,93%  |
| Dominique Voynet (Els Verds)                                                                            | 576.666    | 1,57%  |
| Arlette Laguiller (Lutte Ouvrière)                                                                      | 487.857    | 1,33%  |
| José Bové (Cap)                                                                                         | 483.008    | 1,32%  |
| Fréderic Nihous (Cacera, Pesca, Natura i Tradicions)                                                    | 420.645    | 1,15%  |
| Gérard Schivardi (Partit dels Treballadors)                                                             | 123.540    | 0,34%  |
| Total (turnout 84,60%)                                                                                  |            |        |
| Source: Decisió del 19 de març de 2007 del Consell Constitucional Arxivat 2007-03-27 a Wayback Machine. |            |        |

Participació:

Resultats

A les dotze del migdia del 22 d'abril la participació era del 31,21%, deu punts més que en les eleccions presidencials de 2002, és considerat una xifra alta.
- Participació total: 84,60%
- Abstenció total: 15,40%

### Segona volta
2a volta de les eleccions presidencials franceses del 6 de maig de 2007 
| Candidats                                                          | Vots       | %      |
| ------------------------------------------------------------------ | ---------- | ------ |
| Nicolas Sarkozy (Unió per un Moviment Popular)                     | 18.983.138 | 53,06% |
| Ségolène Royal (Partit Socialista)                                 | 16.790.440 | 46,94% |
| Total (turnout ? %)                                                |            |        |
| Font: Consell Constitucional Arxivat 2007-07-03 a Wayback Machine. |            |        |

- Participació: 83,97%
- Abstenció: 16,03%